# Cantón de Andújar
El cantón de Andújar fue un cantón proclamado en la localidad española de Andújar (provincia de Jaén) el 23 de julio de 1873 durante la Primera República Española. Formó parte de la rebelión cantonal iniciada por el «Cantón Murciano» proclamado en Cartagena once días antes. Fue el de mayor duración de los cuatro cantones  que se proclamaron en Jaén (junto con el cantón de Bailén, el cantón de Arjona y el cantón de Linares) ya que duró hasta el 3 de agosto. Los intentos de proclamar el «cantón de Jaén» en la capital de la provincia y en Úbeda habían fracasado.

## Historia
El cantón lo proclamó el republicano federal «intransigente» Antonio de las Casas Genestroni, diputado por esa localidad. Durante  los doce días de existencia del cantón Casas Genestroni actuó como jefe civil, pero el poco apoyo popular que tuvo provocó su disolución.  Casas Genestroni, junto con Mariano Peco, que fue quien proclamó el «cantón de Jaén» el 22 de julio en Bailén, recorrieron la provincia de Jaén para promover juntas revolucionarias y conseguir dinero para sostener la insurrección (siendo acusados de haber cometido actos de pillaje).
Tras el fracaso de la rebelión cantonal en la provincia de Jaén ―a mediados de agosto ya se había restablecido la normalidad―, un juez de Andújar abrió un procedimiento contra Casas Genestroni para lo que pidió el preceptivo suplicatorio a las Cortes, dada su condición de diputado. En la sesiones de los días 27 y 28 de agosto Casas se defendió manifestando que se sentía honrado por haber participado en el movimiento cantonal, «toda vez que no he seguido más doctrinas ni más teorías que las que me habéis enseñado. […] Nosotros no hemos proclamado la separación de los cantones, declarando que la nacionalidad sería respetada y que la integridad nacional sería lo primero de todo». El suplicatorio no siguió su curso por la suspensión de las sesiones de las Cortes acordada en septiembre, bajo la presidencia del Poder Ejecutivo de Emilio Castelar, y por su disolución decretada tras el triunfo del golpe de Pavía del 3 de enero de 1874.